# Valeggio sul Mincio
Valeggio sul Mincio (velenceiül Vałexo sol Menxo) település Olaszországban, Veneto régióban, Verona megyében. Lakosainak száma 15 943 fő (2023. január 1.). Valeggio sul Mincio Castelnuovo del Garda, Marmirolo, Monzambano, Mozzecane, Peschiera del Garda, Ponti sul Mincio, Roverbella, Sommacampagna, Sona, Italy, Volta Mantovana és Villafranca di Verona községekkel határos.

## Történelme
A 10. század végétől a 11. század elejéig a terület a Német-római Birodalomhoz tartozott. 1405-ben Valeggio a Velencei Köztársaság része lett. 1796. május 30-án Napóleon itt aratott győzelmet az osztrák csapatok felett. 1797-ben a Velencei Köztársaság vége után Valeggio a Campo Formió-i béke alapján a Habsburg Birodalomhoz esett. 1814. február 8-án a város közelében egy csata zajlott Eugène de Beauharnais és a Bellegarde serege között. 1866-ban Valeggio a Porosz–osztrák–olasz háború eredményeként az Olasz Királyság része lett.

## Népesség
A település népességének változása:
A város népessége 1981-ben 9171 fő, 1991-ben 9329 fő, illetve 2001-ben 10941 fő volt.[forrás?]
| Lakosok száma | 15 308 | 15 424 | 15 943 |
|               | 2017   | 2018   | 2023   |

## Közlekedés
A vasútállomás 1934 és 1967 között működött.

## Képek

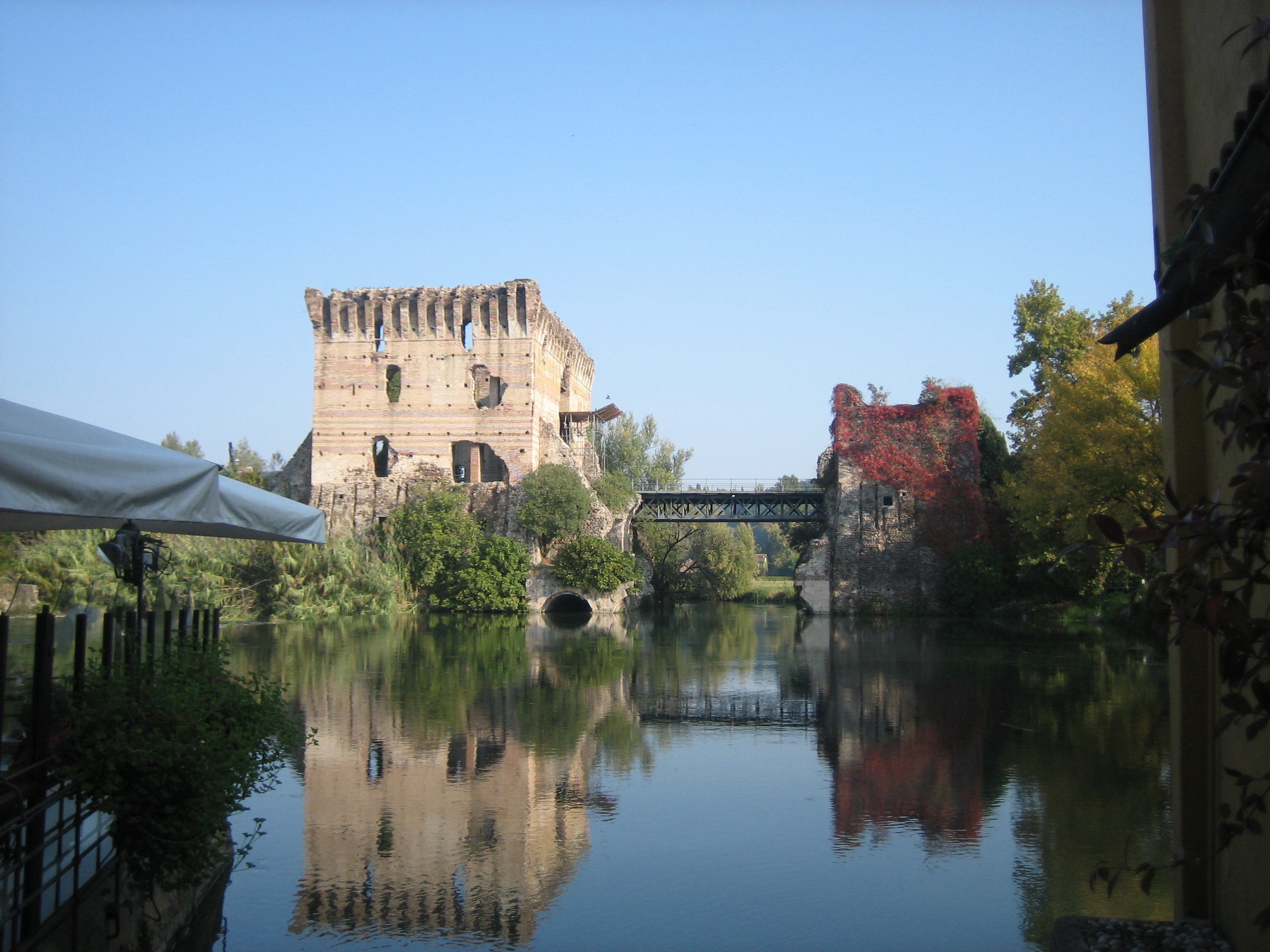
A Visconti-híd
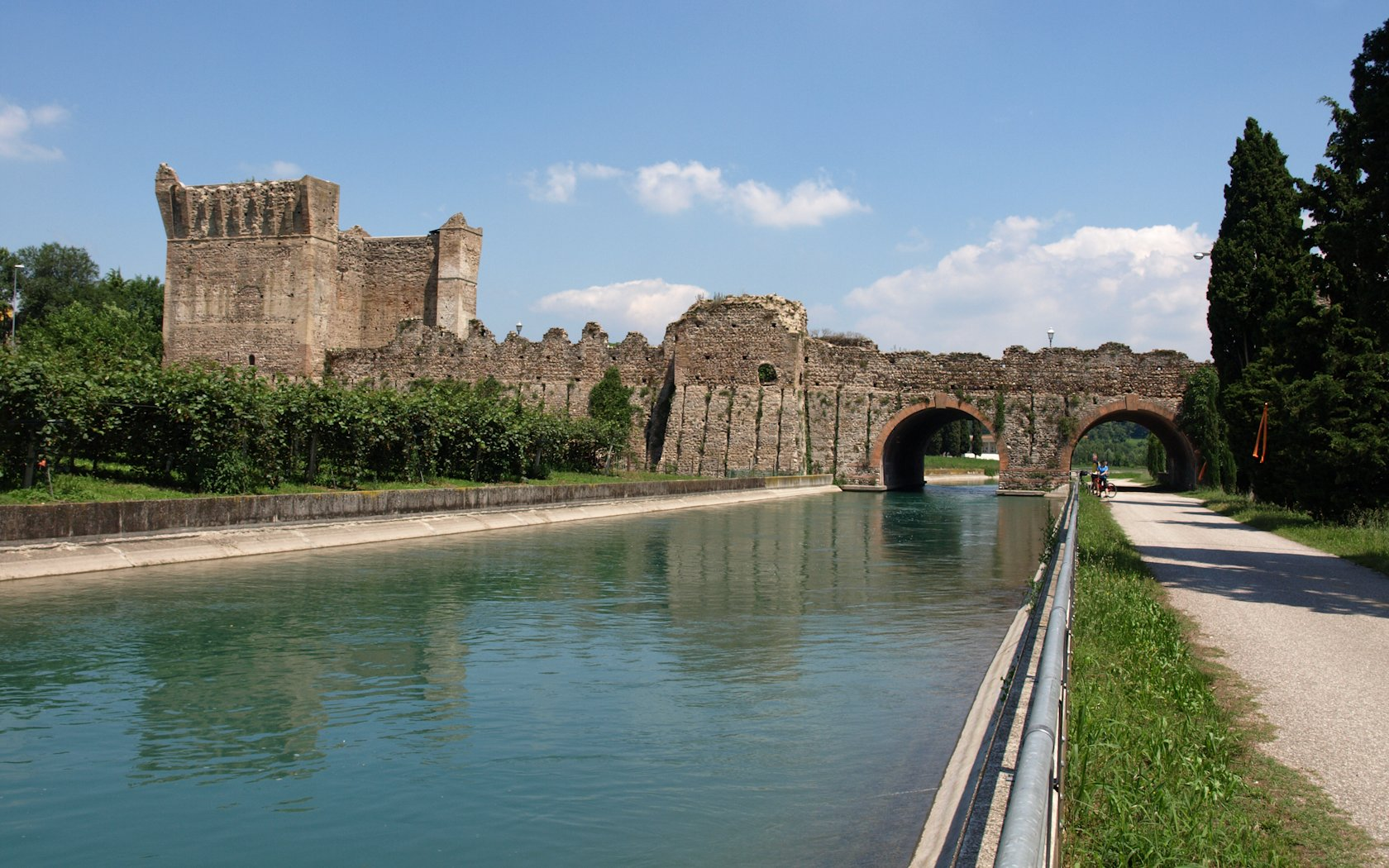
A Visconti-híd
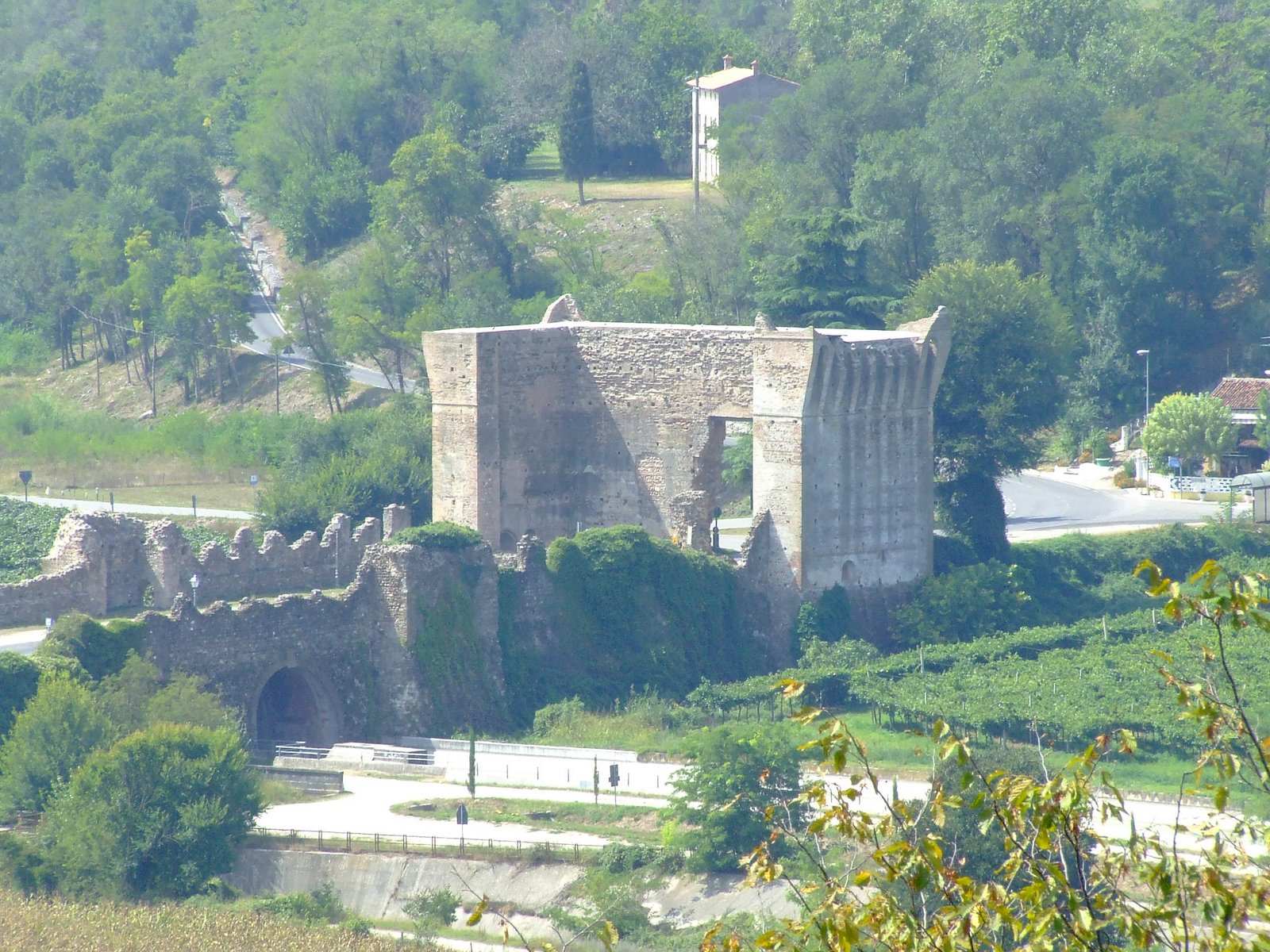
A Visconti-híd
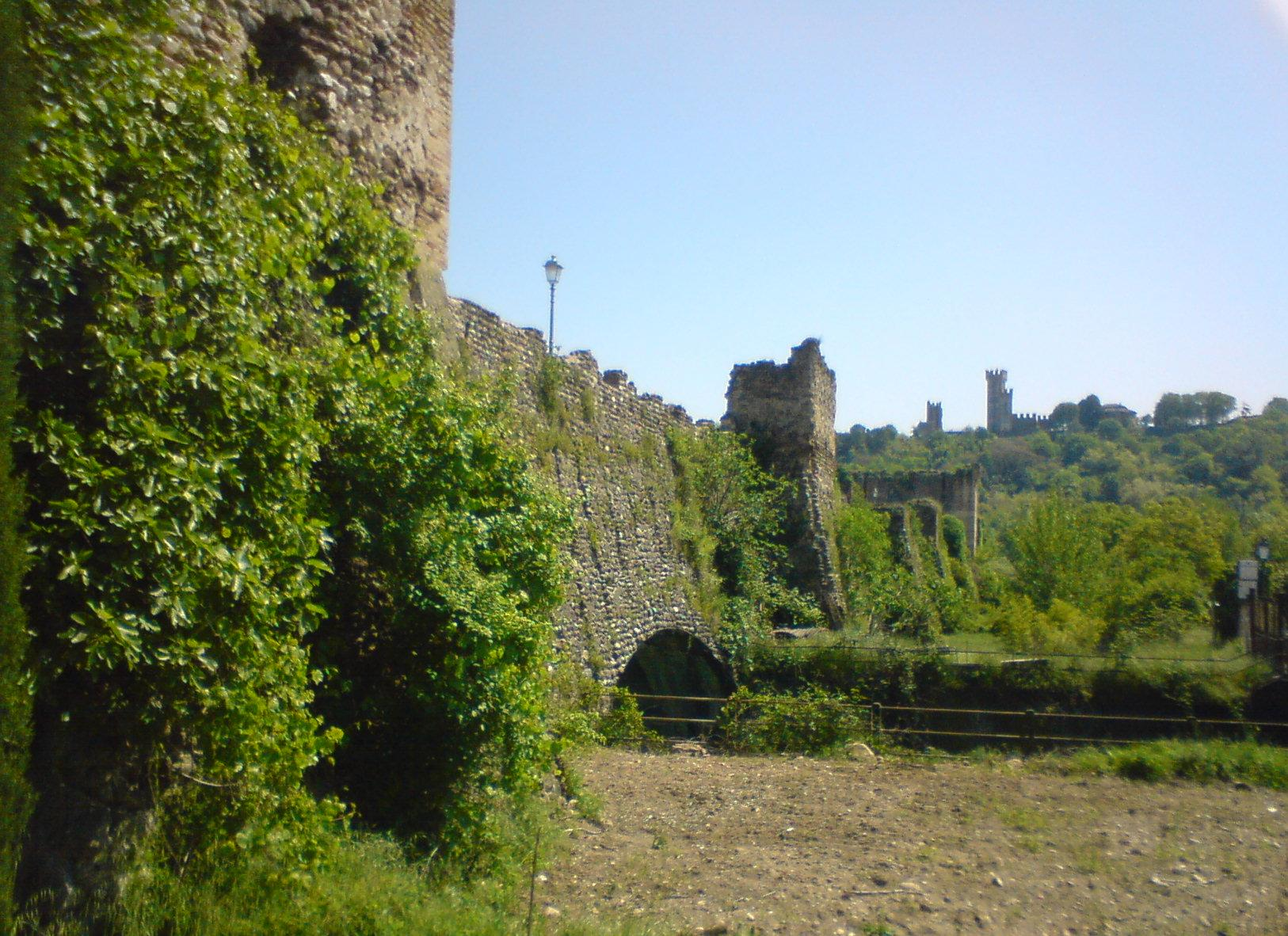
A Visconti-híd, látás keletre, a háttérben a Scaliger-kastély
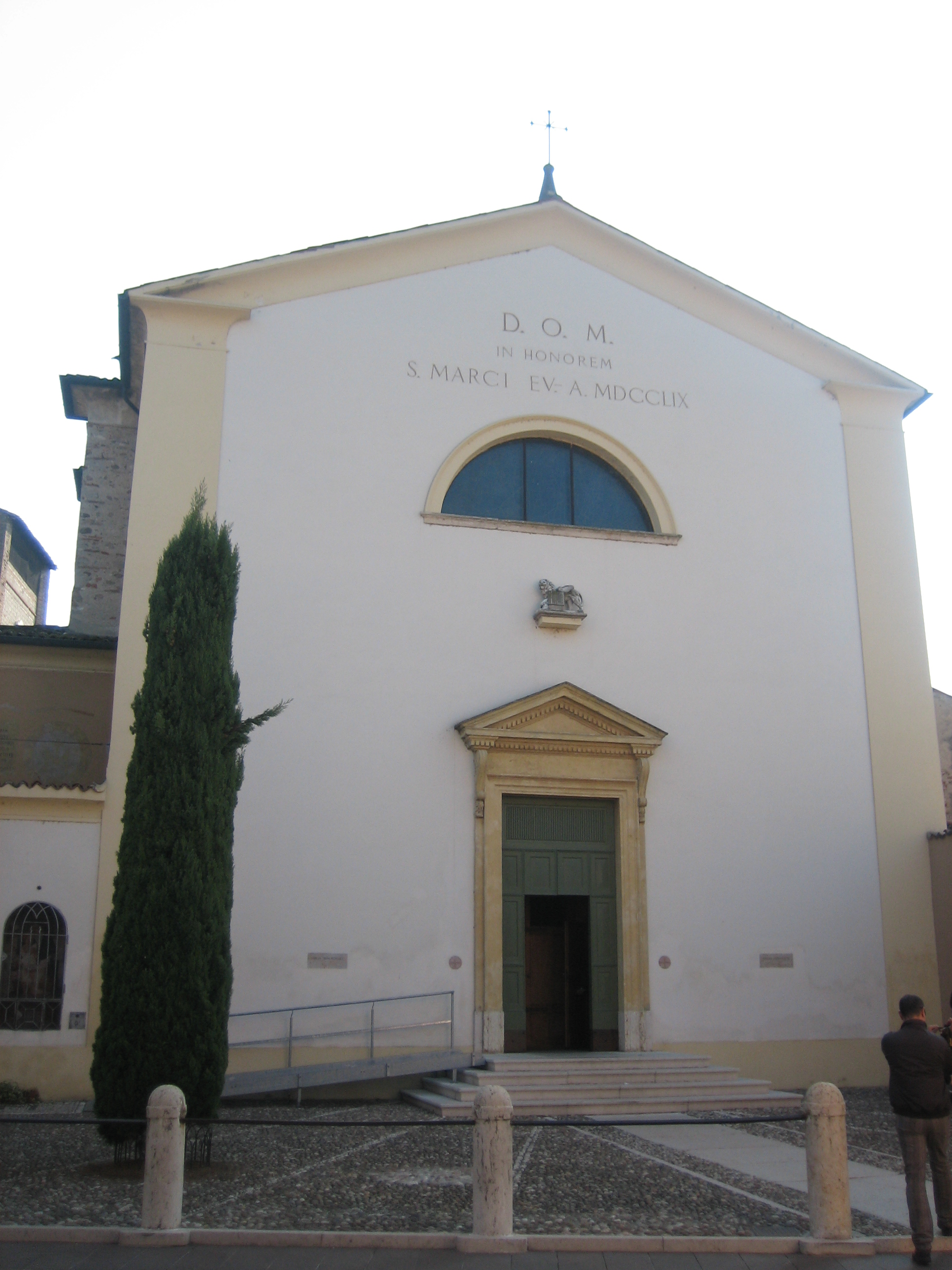
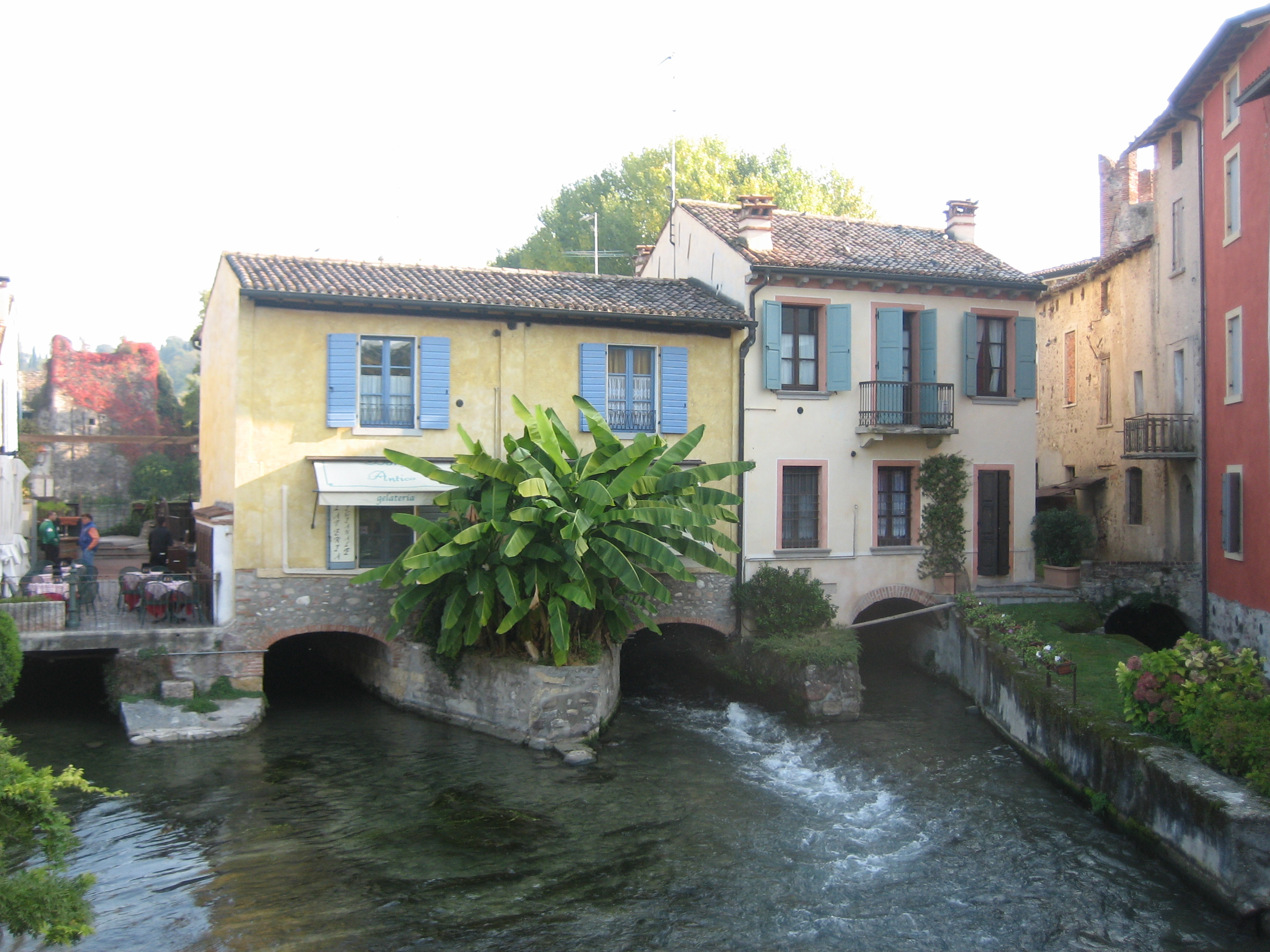
A Borghetto
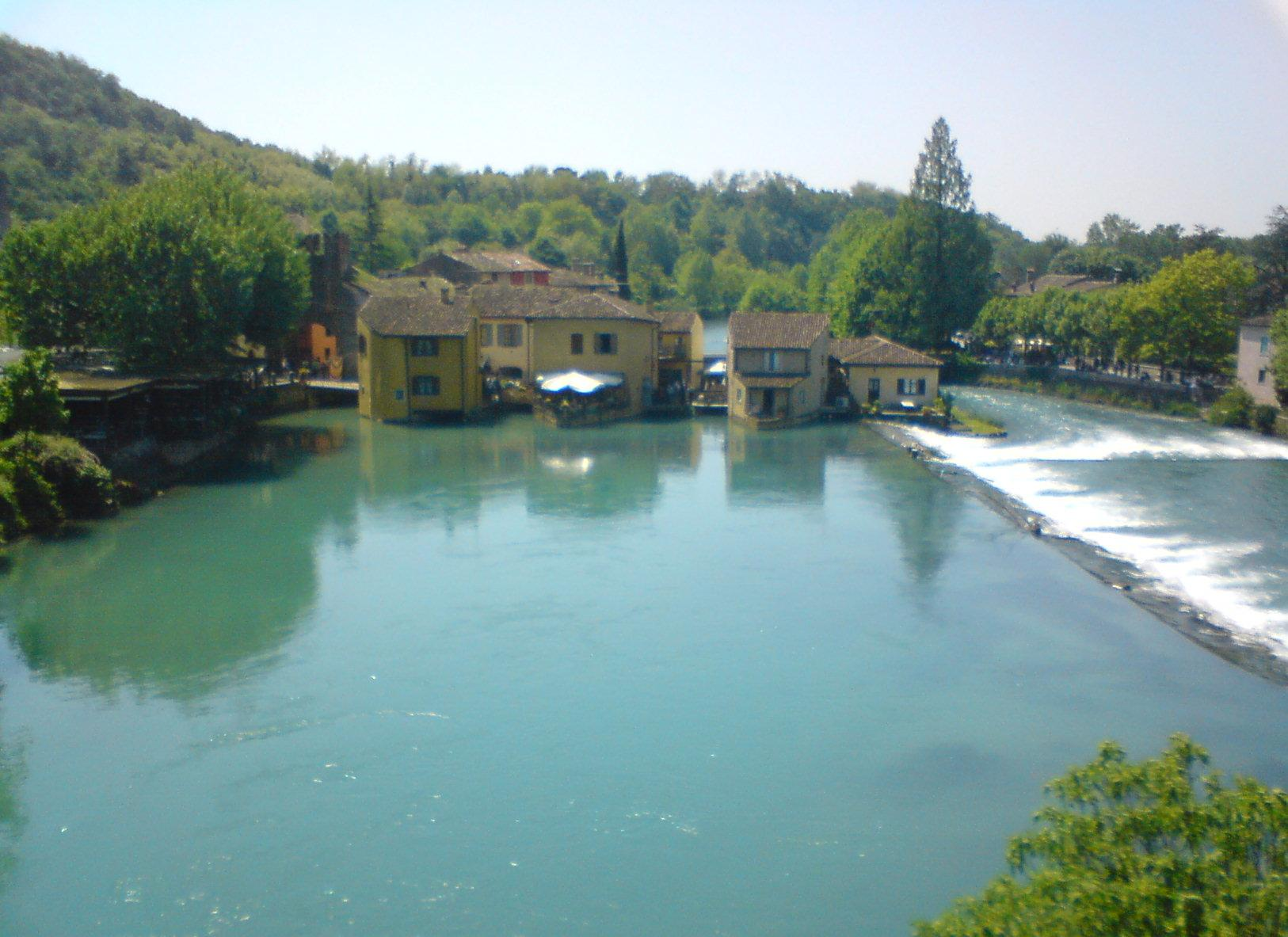
A Borghetto

## Fordítás
- Ez a szócikk részben vagy egészben  a   Valeggio sul Mincio című német Wikipédia-szócikk fordításán alapul.  Az eredeti cikk szerkesztőit annak laptörténete sorolja fel. Ez a jelzés csupán a megfogalmazás eredetét és a szerzői jogokat jelzi, nem szolgál a cikkben szereplő információk forrásmegjelöléseként.